# 전국 바사라
《전국 바사라》(일본어: 戦国BASARA)는 캡콤에서 발매되고 있는 액션 게임이자 그 시리즈를 가리킨다. 2009년에는 TV 애니메이션화되었다. 로고는 다테 가문의 문장 〈타케니 스즈메〉(竹に雀)를 배경으로 〈전국〉과 〈BASARA〉를 두 줄에 걸쳐 쓴 것이다. 〈바사라〉의 뜻은 여기를 참고.

다테 가문의 문장</BR> 타케니 스즈메(竹に雀)

## 개요
일본의 센고쿠 시대를 배경으로 한 3인칭 시점의 일기당천 형 액션 게임.
프로듀서는 코바야시 히로유키, 캐릭터 디자인은 츠치바야시 마코토, 데빌 메이 크라이의 스탭진이 제작에 참가하여 일부 장수는 데빌메이 크라이에 나왔던 무기를 사용한다.
각종 무대 및 인물 설정 등은 대담하게 어레인지되어, 황당무계할 정도이다. 프로듀서 코바야시 히로유키는, 코에이의 무쌍 시리즈를 자신들이 만들었다면 〈무쌍〉에 착안하여 게임을 만들었을 것이라고 하였다. 코바야시의 인터뷰에 의하면 이 시리즈는 '역사 게임이 아니라, 엄연한 캐릭터 게임으로서 만들어진, 그 중에서도 주인공인 마사무네와 유키무라는 당사(캡콤)의 게임 스트리트 파이터 2의 류와 켄과 같은 포지션에 해당한다'고 하였다. 캡콤의 액션게임은 난이도가 높은 것으로 알려져 있으나 이 시리즈는 초보자도 쉽게 즐길 수 있도록 난이도가 낮춰져 있다.
참고로 같은 시리즈가 힛트를 침으로서 다테 마사무네나 사나다 유키무라, 조소카베 모토치카 등 전국시대 무장들이 젊은 여성들에게 인기를 끌어 상품을 구입하거나 연고지를 방문하는 관광객이 증가하였다고 보도되었다. 캐치카피는 "전장 채로 날려버려!"
2009년 4월부터 같은 타이틀로 TV 애니메이션화되어 TBS계열 방송국에서 방송되었다.

## 시리즈
- 《전국 바사라》 플레이스테이션 2 (이하PS2)

- 2005년 7월 21일 발매.

- 《전국 바사라 2》 PS2

- 2006년 7월 27일 발매.

- 《전국 바사라 더블 팩》 PS2

- 2007년 7월 19일 발매. 상기 2개＋스페셜 영상 DVD 세트

- 《전국 바사라 영웅외전》PS2
- 《전국 바사라 영웅외전 더블 팩》Wii

- 2007년 11월 29일 발매. 더블 팩은 Wii판 전국 바사라 2와 세트.

- 《전국 바사라 X》아케이드, PS2

- 아케이드 판이 2008년 4월 9일 가동 개시. PS2판이 6월 26일 발매.

- 《전국 바사라 택틱스 RPG》i-mode

- 2008년 5월 12일 서비스 개시

- 《전국 바사라 배틀 히어로즈》플레이스테이션 포터블(이하PSP)

- 2009년 4월 9일 발매.

- 《전국 바사라 3》 Wii, 플레이스테이션 3 (이하PS3)

- 2010년 7월 29일 발매.

## 등장 인물
이하는 주요 인물과 해당 성우이다. 자세한 것은 전국 바사라의 등장인물 항목 참고.
- 다테 마사무네: 나카이 카즈야 :
- 사나다 유키무라: 호시 소이치로 :
- 마에다 케이지: 모리타 마사카즈 :
- 초소카베 모토치카: 이시노 류조 :
- 모리 모토나리: 나카하라 시게루 :
- 카타쿠라 코주로: 모리카와 토시유키:
- 아자이 나가마사: 츠지타니 코지
- 오이치: 노토 마미코 :
- 후마 코타로: 음성 없음
- 오다 노부나가: 와카모토 노리오 :
- 노히메: 히노 유리카
- 모리 란마루: 시모와다 히로키
- 아케치 미츠히데: 하야미 쇼 :
- 도요토미 히데요시: 오키아유 료타로
- 타케나카 한베에: 이시다 아키라
- 다케다 신겐: 겐다 텟쇼 :
- 우에스기 겐신: 박로미 :
- 사루토비 사스케: 코야스 타케히토 :
- 카스가: 쿠와타니 나츠코 :
- 마에다 토시이에: 츠보이 토모히로 :
- 마츠: 카이다 유코 :
- 시마즈 요시히로: 오가타 켄이치 :
- 혼다 타다카츠: 음성 없음
- 도쿠가와 이에야스: 오오카와 토오루 :
- 이츠키: 카와카미 토모코
- 자비: 시오야 코조
- 혼간지 겐뇨: 츠지 신파치
- 호조 우지마사: 미야자와 타다시 :
- 이마가와 요시모토: 시오야 코조
- 미야모토 무사시: 나미카와 다이스케
- 마츠나가 히사히데: 후지와라 케이지
- 이시다 미츠나리: 세키 토모카즈 :
- 오오타니 요시츠구: 타치키 후미히코 :
- 쿠로다 칸베에: 고야마 리키야 :
- 사이카 마고이치: 오오하라 사아카 :
- 츠루히메: 고시미즈 아미 :* 나레이션: 와타나베 히데오 :

## 각 작품의 특징

### 공통 시스템
- PS2판에서는 □이 일반 공격, ×가 점프, ○이 바사라 기술(무쌍 공격에 해당)로 무쌍 시리즈와 같지만, △이 〈고유 기술〉이다(이것은 디폴트 설정. 옵션에서 변경 가능).
- 고유 기술은 일반 공격보다 강력한, 격투 게임 등에서의 필살기에 해당한다. 연사가 가능하거나 공격 이외에도 스피드를 올리거나, 공격력·방어력을 높이는 등 무쌍 시리즈의 챠지 기술과는 차이가 있다. 기술에 따라서는 바사라 게이지를 소비하기도 한다. 무장의 레벨을 올리면 사용할 수 있는 고유기술이 증가한다. 스테이지 중에는 인터 미션에서 장비한 2 종류의 고유기술 밖에 사용하지 못하지만, 반대로 장비한 고유 기술에 따라 무장의 특성을 바리에이션을 할 수 있다는 이점이 있다.
- 적에게 데미지를 주거나, 플레이어가 데미지를 받거나 혹은 스테이지 중에 신수를 획득하면 바사라 게이지가 증가한다. 또한 플레이어의 체력이 감소하여 빈사상태가 되면, 서서히 바사라 게이지가 증가한다. 게이지가 가득차면, 캐릭터 고유의 〈바사라 기술〉을 사용하여, 다수의 적에게 큰 데미지를 줄 수 있다. 바사라 기술을 사용하는 중에는 무적 상태이며, 무장에 따라 추가 속성 데미지를 주거나 일시적으로 파워가 상승하는 등, 개성있는 공격을 펼친다.

### 전국 바사라
캐릭터
이 작품에 등장하는 캐릭터는 아래의 21명이다.
플레이어 무장
다테 마사무네, 사나다 유키무라, 오다 노부나가, 노히메, 우에스기 켄신, 다케다 신겐, 이츠키, 자비, 모리 란마루, 아케치 미츠히데, 카스가, 마에다 토시이에, 마츠, 사루토비 사스케, 시마즈 요시히로, 혼다 타다카츠
상대편 무장
도쿠가와 이에야스, 쵸소카베 모토치카, 호죠 우지마사, 모리 모토나리, 이마가와 요시모토
시스템
각 캐릭터 마다 6개의 무기가 배정되어 있고, 최강 무기는 아라스톨(마사무네), 스파다(유키무라), 에보니(노히메) 등 데빌 메이 크라이에 등장하는 무기나, 하리센(노부나가), 바나나(란마루), 나이프와 포크(미츠히데), 꽃다발(켄신), 청새치(토시이에)라는 희한한 물건으로 구성되어 있다.
오프닝이나, 천하 통일 모드에서 나오는 CG무비는,《애플 시드》등을 작업했던, 디지털 프론티어가 담당하고 있다. 전국 바사라 2에서도 이어서 담당하였다.
전편에 걸쳐 츠치바야시 마코토가 계속 일러스트를 맡았다.

### 전국 바사라 2
캐릭터
이 작품에 등장하는 캐릭터는 아래의 30명이다. (기울인 글씨는 신규 캐릭터)
플레이어 무장
쵸소카베 모토치카, 모리 모토나리, 마에다 케이지, 도요토미 히데요시, 타케나가 한베에, 미야모토 무사시 외 전작 16인
상대편 무장
도쿠가와 이에야스, ,호죠 우지마사, 이마가와 요시모토, 카타쿠라 코쥬로, 후마 코타로, 아자이 나가마사, 오이치, 혼간지 겐뇨
스토리 모드
신규 요소. 각 무장마다 5장~6장의 시나리오가 설정되어 있어 중간 중간에 CG무비가 삽입된다. (무사시 제외)
천하 통일 모드
적군을 쓰러뜨리면, 그 적이 통치하던 나라의 수에 따라 재보를 손에 넣을 수 있게 되었다. 재보는 적의 세력의 지배 토지수가 많을 수록 비싼 것을 입수할 수 있다.(그 만큼 적이 강해진다.)
엔딩에서는, 지금까지의 경과를 쓴 연표가 나오게 되었다.
천하 통일을 진행해 통치국을 늘려 가면, 그 소문을 우연히 듣고 미야모토 무사시가 난입해 올 때가 있다. 무사시에겐 고액의 포상금이 걸려 있고 그를 재빠르게 물리치면, 시간에 따른 보너스를 얻을 수 있다. 그러나 시간이 너무 오래 걸리면 무사시가 깔보며 승부 자체가 무효로 된다.

### 전국 바사라 2 영웅외전
- 전작 '전국바사라2'의 외전격인 게임으로, 전작에 비해 8명의 캐릭터와 18개 스테이지가 추가되었다.

캐릭터
이 작품에 등장하는 캐릭터는 아래의 31명이다. (기울인 글씨는 신규 캐릭터)
플레이어 무장
카타쿠라 코쥬로, 아자이 나가마사, 오이치, 후마 코타로, 도쿠가와 이에야스, 호죠 우지마사, 이마가와 요시모토, 혼간지 겐뇨 및 전작의 22인
상대편 무장
마츠나가 히사히데
PS2판의 특징
맨처음 플레이할 때 《2》의 플레이어 레벨, 무기, 방어구, 캐릭터 고유 아이템, 성장 아이템의 효과, 칭호를 컨버터(인계)할 수 있다.다만, 게임을 개시한 후에는 새롭게 계승할 수 없다. 또한, 반대로 《영웅외전》의 데이터를 《2》에 반영하는 것도 할 수 없다.
스토리 모드
카타쿠라 코쥬로, 아사이 나가마사, 이치이 3명에게 준비되어 있다. 전체 5장으로 구성. 다만 《2》의 스토리 모드는 수록되어 있지 않다.
외전스토리 모드
《2》까지 그려지지 않았던 측면을 밝히는 모드. 전체 3장으로 구성. 다테 마사무네, 사나다 유키무라, 마에다 케이지, 후마 코타로, 쵸소카베 모토치카의 5명에게 준비되어 있다. 후마가 코쥬로 등과 달리 이번 작품에 준비된 것은 《2》에서는 적군 무장이었기 때문에 스토리 모드가 아니라, 외전스토리 모드이다.

### 전국 바사라 X
- 2D 대전형 격투 게임으로 개발은 길티기어 시리즈로 유명한 아크 시스템 웍스에서 진행하였다.
- 플레이어 캐릭터는 다테 마사무네, 사나다 유키무라, 마에다 케이지, 쵸소카베 모토치카, 모리 모토나리, 우에스기 켄신, 오이치, 오다 노부나가, 도요토미 히데요시, 혼다 타다카츠 10명. PS2 판에서는 아케이드 버전에 카타쿠라 코쥬로, 다케나카 한베가 추가되어 12명이 되었다. 또한 챌린지 모드, 성우진이 연기하는 이벤트, PS2판 한정 애니메이션도 추가되었다.
- 간단모드를 선택하면 각 캐릭터 별로 지정된 필살기를 버튼 하나로 사용할 수 있다.
- 일정시간이 경과하면, 〈원군〉을 부르는 것이 가능하다. 마사무네 하면 코쥬로, 유키무라하면 사스케와 신겐처럼, 등장 캐릭터는 플레이어 캐릭터와 역사적으로 깊게 관련된 인물. 상황에 맞춰 공격에 가담하거나 상대방의 공격을 끊는 등, 공격, 방어, 카운터 여러면에서 플레이어를 서포트해 준다.
- 게이지가 차면 길티기어 시리즈와 마찬가지로, 일격으로 상대를 넘어뜨릴 수 있는 〈일격 바사라 기술〉을 발동시킬 수 있다.

### 전국 바사라 배틀 히어로즈
- 주된 전투 시스템은, 2인 1조가 되어 2 vs 2로 싸우는 팀 배틀. 애드훅 모드를 이용하여, 2명~4명까지 플레이가 가능.
- 캐릭터는 전국 바사라 2에 등장한 30명을 이용할 수 있다.
- 이번 작품에서 승패를 좌우하는 것은 아군과 적군의 전력을 나타내는 전력 게이지이다. 자신 또는 아군이 전투 불능이 되어 복귀할 때마다 전력 게이지가 감소하는데, 아군의 게이지가 없어지기 전에 적군의 게이지를 제로로 만들면 승리하는, 같은 회사에서 개발하고 있는 《기동전사 건담 vs.시리즈》에 가까운 시스템이다.
- 적에게 데미지를 주거나 혹은 자신이 데미지를 받으면, 전극 드라이브 게이지가 쌓여 가득차면 일시적으로 능력이 향상되는 전극 드라이브를 발동시킬 수 있다(《건담 vs.시리즈》의 〈각성〉에 해당). 업그레이드 되는 능력은 스피드, 파워, 방어 3종류.

### 전국 바사라 3
- 전국 바사라 2 이후 약 4년 만에 발매되는 정식 넘버링 타이틀.
- 오다 군·도요토미 군이 멸망한 후의 난세에서, 도쿠가와 이에야스·이시다 미츠나리를 중심으로 한 세키가하라의 전투를 중심으로 그려진다.

캐릭터
본작에 등장하는 캐릭터는 아래와 같다.(기울어진 글씨는 신규 캐릭터).
플레이어 무장
도쿠가와 이에야스, 이시다 미쓰나리, 다테 마사무네, 사나다 유키무라, 오다니 요시쓰구, 혼다 타다카츠, 조소카베 모토치카, 모리 모토나리, 사이카 마고이치, 마에다 케이지, 구로다 간베에, 시마즈 요시히로, 쓰루히메
상대편 무장
우에스기 겐신, 카스가, 가타쿠라 고주로, 사루토비 사스케

## 테마송
전국 바사라
메인 테마：〈crosswise〉T.M.Revolution
전국 바사라 2（PS2）
오프닝 테마：〈DIVE into YOURSELF〉HIGH and MIGHTY COLOR
엔딩 테마：〈Brave〉반 토미코
전국 바사라 2（Wii）
오프닝 테마：〈BLADE CHORD〉abingdon boys school
엔딩 테마：〈Brave〉반 토미코
전국 바사라 2 영웅외전
메인 테마：〈BLADE CHORD〉abingdon boys school
삽입곡：〈잠들거라 붉은 꽃이여〉노토 마미코
전국 바사라 X
메인 테마：〈crosswise〉T.M.Revolution
전국 바사라 배틀 히어로즈
메인 테마：〈JAP〉abingdon boys school
삽입곡：〈Sailing free〉OLIVIA
전국 바사라 3 (PS3, Wii)
오프닝 테마：〈Naked arms〉T.M.Revolution
엔딩 테마：〈역광〉이시카와 치아키
전국 바사라 크로니클 히어로즈
메인 테마：〈FLAGS〉T.M.Revolution
삽입곡：〈맹세〉Do As Infinity
전국 바사라 3 연
오프닝 테마：〈UTAGE〉T.M.Revolution
엔딩 테마：〈황혼〉Do As Infinity

## TV 애니메이션
2009년 4월부터 6월까지 제1기, 2010년 7월부터 9월까지 제2기로 TBS 계열에서 방영. 전 12화. 또한 처음으로 주부닛폰방송(CBC)·마이니치 방송(MBS)이 공동제작한 심야 애니메이션이기도 하다..
2014년 7월부터 9월까지 제3기 타이틀 전국 바사라 Judge End로 NTV 계열에서 방영되었다.

### 등장 인물
- 다테 마사무네: 나카이 카즈야
- 사나다 유키무라: 호시 소이치로
- 카타쿠라 코쥬로: 모리카와 토시유키
- 다케다 신겐: 겐다 텟쇼
- 사루토비 사스케: 코야스 타케히토
- 우에스기 켄신: 박로미
- 카스가: 쿠와타니 나츠코
- 마에다 케이지: 모리타 마사카즈
- 마에다 토시이에: 츠보이 토모히로
- 마쓰: 카이다 유코
- 도쿠가와 이에야스: 오오카와 토오루
- 호죠 우지마사: 미야자와 타다시
- 이마가와 요시모토: 시오야 코조
- 시마즈 요시히로: 오가타 켄이치
- 쵸소카베 모토치카: 이시노 류조
- 모리 모토나리: 나카하라 시게루
- 아자이 나가마사: 츠지타니 코지
- 오이치(오이치노 가타):노토 마미코
- 마츠나가 히사히데: 후지와라 케이지
- 노히메: 히노 유리카
- 모리 란마루: 시모와다 히로키
- 아케치 미츠히데: 하야미 쇼
- 오다 노부나가: 와카모토 노리오
- 나레이션: 와타나베 히데오
- 나오에 카네츠구: 이마루오카 아츠시

### TV 애니메이션 테마송
전국 바사라 1기
오프닝 테마：〈JAP〉abingdon boys school
엔딩 테마：〈Break & Peace〉DUSTZ
엔딩 테마(제13화)〈dear sunshine〉 DAIGO☆STARDUST
삽입곡：〈Unravel〉(제6화) DAIGO☆STARDUST,〈낙루〉(제6화) 이시카와 치아키
전국 바사라 2기
오프닝 테마：〈SWORD SUMMIT〉 T.M.Revolution
엔딩 테마(제1화 - 제6화)：〈El Dorado〉 Angelo
엔딩 테마(제7화 - 제11화)：〈FATE〉Angelo
엔딩 테마(제12화)：〈SWORD SUMMIT〉 T.M.Revolution
삽입곡：〈눈물샘〉(제3화) 이시카와 치아키,〈양보할 수 없는 생각〉(제12화)May`n
전국 바사라 Judge End
오프닝 테마：〈Thunderclap〉 Fear, and loathing in Las Vegas
엔딩 테마：〈북극성 ~폴라리스〉 MATERIAL WORLD

## 극장판 애니메이션

### 극장판 전국 바사라 -The Last Party-
텔레비전 애니메이션 제2기 최종회 후에 극장판의 제작이 공지되었다. 2011년 6월 4일 공개.

#### 등장 인물
- 다테 마사무네 - 나카이 카즈야
- 사나다 유키무라: 호시 소이치로
- 도쿠가와 이에야스: 오오카와 토오루
- 이시다 미쓰나리: 세키 토모카즈
- 마에다 게이지: 모리타 마사카즈
- 가타쿠라 고주로: 모리카와 토시유키
- 사루토비 사스케: 코야스 타케히토
- 오타니 요시쓰구: 타치키 후미히코
- 조소카베 모토치카: 이시노 류조
- 모리 모토나리: 나카하라 시게루
- 다케다 신겐: 겐다 텟쇼
- 우에스기 겐신: 박로미
- 유메키치 - 쿠와타니 나츠코
- 모가미 요시아키: 시라토리 테츠
- 도요토미 히데요시: 오키아유 료타로
- 아자이 나가마사: 츠지타니 코지
- 오이치: 노토 마미코
- 고바야카와 히데아키: 후쿠야마 쥰
- 아마미: 하야미 쇼
- 오다 노부나가: 와카모토 노리오
- 나레이션: 와타나베 히데오
- 요시나오: 엔도 다이스케
- 사마노스케: 토쿠모토 유키토시
- 분시치로: 콘노 쥰
- 마고베에: 사카마키 미츠히로
- 병사: 사카마키 마나부, 마츠모토 시노부, 오다가키 유타, 다지리 히로아키, 오자와 카즈히토, 테라모토 미츠키
- 마을 주민: 엔도 사야카, 아이자와 유리카

#### 주제가
오프닝 테마「FLAGS」
엔딩 테마「The party must go on」

## 인터넷 라디오
- 〈전국 BASARA 〉시리즈 Web Radio 모두 친구! 전국 바사라디오

2007년 발매된 전국 바사라 2 영웅외전 출시를 기념하여 등장인물, 세계관, 각 문장의 특징적인 에피소드 등을 소개.
- 방송기간:2007년 12월~2008년 8월
- 진행자:모리카와 토시유키(카타쿠라 코쥬로 역), 모리타 마사카즈(마에다 케이지 역)
- 방송주기: 격주 목요일
- 방송 사이트: 애니메이트 TV
- 방송 회수: 총 26회

- 전국 BASARA【금】(쿠가네)

2009년 4월 전국 바사라 애니메이션화를 기념하여 방송, 매회 주로 남자 캐릭터를 연기한 성우들을 초대하여 방송.
아래 서술한 시로가네는 쿠가네의 자매 방송으로 여자 캐릭터를 연기한 성우들을 초대하여 방송.
방송분을 모아 DJCD도 발매하였다.
- 방송기간:2009년 3월~2009년 9월
- 진행자: 모리타 마사카즈 (마에다 케이지 역)
- 방송주기: 월 1회
- 방송 사이트: 애니메이트 TV
- 방송 회수: 총 7회
- 게스트

1화: 호시 소이치로(사나다 유키무라 역)
2화: 나카이 카즈야(다테 마사무네 역)/ 스페셜 게스트: 쿠와타니 나츠코(카스가 역)*공개방송
3화: 코야스 타케히토(사루토비 사스케 역)
4화: 모리카와 토시유키(카타쿠라 코쥬로 역)
5화: 와카모토 노리오 (오다 노부나가 역)
6화: 나카하라 시게루 (모리 모토나리 역)
7화: 이시노 류조 (쵸소카베 모토치카 역)
- 전국 BASARA【은】(시로가네)

- 방송기간:2009년 4월~2009년 9월
- 진행자: 노토 마미코(오이치 역), 쿠와타니 나츠코(카스가 역)
- 방송주기: 매 월 첫째주 목요일
- 방송 사이트: 애니메이트 TV
- 방송 회수: 총 7회
- 게스트

1화 및 7화는 초대 게스트 없음.
2화: 박로미(우에스기 켄신 역)
3화: 츠지타니 코지(아자이 나가마사 역)
4화: 카이다 유코(마츠 역)
5화: 코야스 타케히토(사루토비 사스케 역)
6화: 히노 유리카(노히메 역)

## 무대

### 무대《전국 바사라》
- 공연일: 2009년 7월 3일 - 7월 12일 (도쿄 돔 시티 시어터 G 로소)

#### 등장 인물
- 다테 마사무네: 쿠보타 유키
- 사나다 유키무라: 가타오카 신와
- 가타쿠라 고주로: 요시다 토모카즈
- 사루토비 사스케: 무라타 요지로
- 노히메: 나가사와 나오
- 모리란마루: 시이나 타이조
- 아케치 미쓰히데: 타니구치 켄지
- 오다 노부나가: 쿠보데라 아키라

### 무대《전국 바사라》~창홍공투(蒼紅共闘)~
- 공연일: 2010년 4월 9일 - 4월 18일(선샤인 극장)

#### 등장 인물
- 다테 마사무네: 쿠보타 유키
- 사나다 유키무라: 호소가이 케이
- 가타쿠라 고주로: 요시다 토모카즈
- 사루토비 사스케: 무라타 요지로
- 노히메: 나가사와 나오
- 모리란마루: 시이나 타이조
- 아케치 미쓰히데: 타니구치 켄지
- 오다 노부나가: 쿠보데라 아키라

### 무대《전국 바사라 3》
- 공연일
  - 오사카 공연: 2011년 10월 14일 - 10월 16일 (이온 화장품 시어터 BRAVA!)
  - 도쿄 공연: 2011년 10월 23일 - 10월 30일 (도쿄 돔 시티 시어터 G 로소)

#### 등장 인물
- 도쿠가와 이에야스: 히로세 유스케
- 이시다 미쓰나리: 나카무라 세이지로
- 다테 마사무네: 쿠보타 유키
- 사나다 유키무라: 호소가이 케이
- 조소카베 모토치카: 토타니 키미토
- 모리 모토나리: 코타니 요시카즈
- 구로다 간베에: 시라카와 유지로
- 고바야카와 히데아키: 미야시타 유야
- 오타니 요시쓰구: 무라타 마사카즈
- 가타쿠라 고주로: 요시다 토모카즈
- 사루토비 사스케: 무라타 요지로
- 아마미: 타니구치 켄지
- 사이카 마고이치: 야마자키 마미
- 쓰루히메: 카와무라 유키에

### 무대《전국 바사라 2》
- 공연일
  - 도쿄 공연: 2012년 5월 11일 - 5월 15일 (르 테아트 긴자)
  - 오사카 공연: 2012년 5월 19일 - 5월 20일 (이온 화장품 시어터 BRAVA!)
  - 아이치 공연: 2012년 6월 2일 - 6월 3일 (주니치 극장)

#### 등장 인물
- 마에다 케이지: 이사카 타츠야
- 다케나카 한베에: 사키모토 히로미
- 도요토미 히데요시: 오다이 료헤이
- 다테 마사무네: 쿠보타 유키
- 사나다 유키무라: 호소가이 케이
- 가타쿠라 고주로: 요시다 토모카즈
- 사루토비 사스케: 무라타 요지로
- 도쿠가와 이에야스: 히로세 유스케
- 이시다 미쓰나리: 나카무라 세이지로
- 다케다 신겐: 나카무라 카즈토
- 우에스기 겐신: AKIRA
- 가스가: 치넨 사야카
- 마에다 도시이에: 마사오
- 마쓰: 벳푸 아유미

### 무대《전국 바사라 3》-세토치초란(瀬戸内響嵐)-
- 공연일
  - 도쿄 공연: 2012년 11월 2일 - 11월 11일 (도쿄 돔 시티 홀)
  - 오사카 공연: 2012년 11월 16일 - 11월 18일 (이온 화장품 시어터 BRAVA!)

#### 등장 인물
- 조소카베 모토치카: 하마오 쿄스케
- 모리 모토나리: 코타니 요시카즈
- 도쿠가와 이에야스: 히로세 유스케
- 이시다 미쓰나리: 나카무라 세이지로
- 다테 마사무네: 쿠보타 유키
- 사나다 유키무라: 호소가이 케이
- 가타쿠라 고주로: 요시다 토모카즈
- 사루토비 사스케: 무라타 요지로
- 사이카 마고이치: 야시로 미나세
- 쓰루히메: 카와무라 유키에
- 아마미: 타니구치 켄지
- 고바야카와 히데아키: 미야시타 유야
- 오타니 요시쓰구: 닛타 켄타
- 다치바나 무네시게: 카토 야스히사
- 오토모 소린: 아사쿠라 유타

### 무대《전국 바사라 3 잔치(宴)》
- 공연일
  - 후쿠오카 공연: 2013년 4월 26일 - 4월 28일 (캐널시티 극장)
  - 아이치 공연: 2013년 5월 2일 - 5월 4일 (주니치 극장)
  - 도쿄 공연: 2013년 5월 10일 - 5월 19일 (일본청년관 대홀)
  - 오사카 공연: 2013년 5월 23일 - 5월 26일 (모리노미야 필로티 홀)

#### 등장 인물
- 마쓰나가 히사히데: 마츠다 켄지
- 다테 마사무네: 쿠보타 유키
- 사나다 유키무라: 호소가이 케이
- 도쿠가와 이에야스: 히로세 유스케
- 이시다 미쓰나리: 나카무라 세이지로
- 가타쿠라 고주로: 요시다 토모카즈
- 사루토비 사스케: 무라타 요지로
- 쓰루히메: 카와무라 유키에
- 사이카 마고이치: 야시로 미나세
- 다케다 신겐: 나카무라 카즈토
- 우에스기 겐신: AKIRA
- 모가미 요시아키: 이마이 야스히코
- 후마 고타로: 타카하시 히카루
- 이마가와 요시모토: 츠카모토 타쿠야
- 아사이 나가마사: 사쿠라다 코세이
- 아마미(아케치 미쓰히데): 타니구치 켄지
- 오다 노부나가: 쿠보데라 아키라
- 오이치: 타마키 나미

### 무대《전국 바사라 3 잔치 貳》-쿄오 탄생×심연의 잔치(凶王誕生×深淵の宴)-
- 공연 일
  - 도쿄 공연: 2013년 11월 1일 - 11월 10일 (도쿄 돔 시티 홀)
  - 아이치 공연: 2013년 11월 15일 - 11월 17일 (주니치 극장)
  - 오사카 공연: 2013년 11월 22일 - 11월 24일 (메르파르크 오사카)
- 주제가: "파랑 중의 파랑」「전야」이시카와 치아키

#### 등장 인물
- 이시다 미쓰나리: 나카무라 세이지로
- 다테 마사무네: 타키가와 에이지
- 사나다 유키무라: 요시오카 유
- 가타쿠라 고주로: 요시다 토모카즈
- 사루토비 사스케: 무라타 요지로
- 다케나카 한베에: 카와스미 비신
- 도요토미 히데요시: 오다이 료헤이
- 모리 모토나리: 코타니 요시카즈
- 구로다 간베에: 시라카와 유지로
- 우에스기 겐신: AKIRA
- 가스가: 치넨 사야카
- 사이카 마고이치: 야시로 미나세
- 후마 고타로: 타카하시 히카루
- 오타니 요시쓰구: 닛타 켄타
- 호조 우지마사: 야마모토 타케시
- 이쓰키: 사카이 란
- 미요시 세 인방 맏형: 카네다 신이치
- 미요시 세 인방 차남: 엔도 마코토
- 미요시 세 인방 삼남: 시라사키 세이야

### 무대《전국 바사라 3》-허물 미치지 인연(咎狂わし絆)-
- 공연 일
  - 도쿄 공연: 2014년 4 월 25일 - 5월 6일 (EX THEATER ROPPONGI)
  - 아이치 공연: 2014년 5월 10일 - 5월 11일 (주니치 극장)
  - 오사카 공연: 2013년 5월 15일 - 5월 18일 (시어터 BRAVA!)

#### 등장 인물
- 도쿠가와 이에야스: 히로세 유스케
- 이시다 미쓰나리: 나카무라 세이지로
- 다테 마사무네: 타키가와 에이지
- 사나다 유키무라: 요시오카 유、마츠무라 류노스케(W 캐스트)
- 가타쿠라 고주로: 요시다 토모카즈
- 사루토비 사스케: 무라타 요지로
- 조소카베 모토치카: 야가미 렌
- 모리 모토나리: 코타니 요시카즈
- 구로다 간베에: 요코야마 마사후미
- 아마미: 타니구치 켄지
- 고바야카와 히데아키: 미야시타 유야
- 후마 고타로: 타카하시 히카루
- 오타니 요시쓰구: 닛타 켄타
- 사이카 마고이치: 야시로 미나세
- 쓰루히메: 카와무라 유키에
- 미요시 세 인방 맏형: 카네다 신이치
- 미요시 세 인방 차남: 엔도 마코토
- 미요시 세 인방 삼남: 시라사키 세이야
- 마에다 케이지: 이사카 타츠야
- 마에다 도시이에: 마사오
- 마쓰: 벳푸 아유미

### 무대《전국 바사라 4》
- 공연일
  - 도쿄 공연: 2014년 10월 31일 - 11월 9일 (도쿄 돔 시티 홀)
  - 후쿠오카 공연: 2014년 11월 22일 - 11월 24일 (캐널시티 극장)
  - 오사카 공연: 2014년 11월 27일 - 11월 30일 (모리노미야 필로티 홀)
  - 나고야 공연: 2014년 12월 5일 - 12월 7일 (주니치 극장)

#### 등장 인물
- 이시다 미쓰나리: 나카무라 세이지로
- 도쿠가와 이에야스: 히로세 유스케
- 시마 사콘: 카토 케이스케
- 시바타 가쓰이에: 후지타 레이
- 다테 마사무네: 야마구치 다이치
- 사나다 유키무라: 마츠무라 류노스케
- 가타쿠라 고주로: 요시다 토모카즈
- 사루토비 사스케: 무라타 요지로
- 오타니 요시쓰구: 닛타 켄타
- 후마 고타로: 타카하시 히카루
- 오다 노부나가: 쿠보데라 아키라
- 아케치 미쓰히데: 타니구치 켄지
- 아사이 나가마사: 사쿠라다 코세이
- 오이치: 타마키 나미
- 아시카가 요시테루: 아마노 코세이

### 무대《전국 바사라 VS 데빌 메이 크라이》
- 공연일: 2015년 8월 20일 - 8월 30일 (AiiA2.5 시어터 Tokyo)

#### 등장 인물
- 다테 마사무네: 야마구치 다이치
- 사나다 유키무라: 마츠무라 류노스케
- 마에다 케이지: 이사카 타츠야
- 아사이 나가마사: 사쿠라다 코세이
- 모리 모토나리: 코타니 요시카즈
- 아케치 미쓰히데: 타니구치 켄지
- 단테: 스즈키 히로키
- 버질: 난바 쇼헤이
- 레이디: 시바 코노나
- 트리쉬: 시나토 루키
- 흑기사: 요시다 토모카즈

### 무대《전국 바사라 황(皇)》
- 공연 일
  - 도쿄 공연: 2016년 1월 21일 - 1월 31일 (Zepp 블루 시어터 롯폰기)
  - 오사카 공연: 2016년 2월 5일 - 2월 7일 (산케이 홀 브리제)

#### 등장 인물
- 다테 마사무네: 시오노 아키히사
- 사나다 유키무라: 마츠무라 류노스케
- 가타쿠라 고주로: 이노우에 마사히로
- 사루토비 사스케: 시이나 타이조
- 모리 모토나리: 코타니 요시카즈
- 조소카베 모토치카: 시라마타 아츠시
- 아사이 나가마사: 사쿠라다 코세이
- 후마 고타로: 스에노 타쿠마
- 쓰루히메: 카와무라 유키에
- 사이카 마고이치: 마모루 아사나
- 시바타 가쓰이에: 후지타 레이
- 센노 리큐: 쥬리
- 마쓰나가 히사히데: 마츠다 켄지

### 참극《전국 바사라 황 혼노지의 변》
- 공연일
  - 도쿄 공연: 2016년 7월 1일 - 7월 10일 (Zepp 블루 시어터 롯폰기)
  - 오사카 공연: 2016년 7월 16일 - 7월 18일 (우메다 예술 극장)

#### 등장 인물
- 다테 마사무네: 시오노 아키히사
- 사나다 유키무라: 마츠무라 류노스케
- 가타쿠라 고주로: 이노우에 마사히로
- 사루토비 사스케: 시이나 타이조
- 마에다 케이지: 이사카 타츠야
- 시마 사콘: 사이토 슈스케
- 조소카베 모토치카: 시라마타 아츠시
- 아케치 미쓰히데: 타니구치 켄지
- 우에스기 겐신: AKIRA
- 사이카 마고이치: 마모루 아사나
- 센노 리큐: 쥬리
- 고토 마타베: 시오자키 아이루
- 오다 노부나가: 카라하시 미츠루

### 참극《전국 바사라 세키가하라 전투》
- 공연일
  - 도쿄 공연: 2017년 2월 3일 - 2월 12일 (덴노즈 은하 극장)
  - 오사카 공연: 2017년 2월 17일 - 2월 19일 (우메다 예술 극장)

#### 등장 인물
- 도쿠가와 이에야스: 나카오 켄야
- 이시다 미쓰나리: 오키노 코지
- 다테 마사무네: 마시마 슈토
- 사나다 유키무라: 마츠무라 류노스케
- 사루토비 사스케: 시이나 타이조
- 조소카베 모토치카: 시라마타 아츠시
- 후마 고타로: 스에노 타쿠마
- 오타니 요시쓰구: 오야마 마사시
- 이이 나오토라: 카와무라 유이
- 사이카 마고이치: 마모루 아사나
- 고토 마타베: 시오자키 아이루
- 구로다 간베에: 이토 유이치
- 마쓰나가 히사히데: 마츠다 켄지
- 가타쿠라 고주로: 이노우에 마사히로(영상 출연)

## 다카라즈카 가극

### 다카라즈카 가극단 하나구미 공연 《전국 바사라》- 사나다 유키무라 편 -
- 공연일: 2013년 6월 15일 - 7월 1일 (도큐 시어터 오브)

#### 등장 인물
- 사나다 유키무라: 란쥬 토무
- 이노리: 란노 하나
- 우에스기 겐신: 아스미 리오
- 야마모토 간스케: 타카쇼 미즈키
- 다케다 신겐: 하나가타 히카루
- 다테 마사무네: 하루카제 미사토
- 사나다 마사유키: 츠키오 카즈사
- 사루토비 사스케: 노조미 후토
- 유메: 메부키 유키나
- 오야마다 노부시게: 사에즈키 루나
- 우사미 사다미쓰: 오오토리 마유
- 나오에 가네쓰구: 타이가 린
- 가스가: 오사키 아야카
- 사스케: 코토카 치노
- 유키무라(소년): 하루히 우라라

## 텔레비전 드라마
마이니치 방송에서 2012년 7월 12일부터 9월 20일까지 BS-TBS에서 같은 해 9월 4일부터 10월 30일까지 각각 방송됐다. 하야시 켄토와 타케다 코헤이의 더블 주연으로 무대판에 출연 한 나가사와 나오와 시이나 타이조는 같은 역으로 출연한다. 또한 오다 노부나가 역의 GACKT는 본작이 민방 연속 드라마 첫 고정 출연하게 된다.

### 캐스트
- 다테 마사무네: 하야시 켄토
- 사나다 유키무라: 타케다 코헤이
- 가타쿠라 고주로: 토쿠야마 히데노리
- 사루토비 사스케: 이자와 유키
- 우에스기 겐신: 아리스에 마유코
- 가스가: 오치아이 쿄코
- 노히메: 나가사와 나오
- 아케치 미쓰히데: 히구치 유키
- 모리란마루: 시이나 타이조
- 다케다 신겐: 이와나가 히로아키
- 오다 노부나가: GACKT
- 나레이터: 하쿠젠 사토시

### 주제가
- 오프닝 테마: 삼대J Soul Brothers〈LET'S PARTY〉 (rhythm zone)
- 엔딩 테마: GACKT〈백로-HAKURO-〉 (avex entertainment)[2]

## 드라마의 극장판
텔레비전 드라마 판의 영상을 바탕으로, TV 미 방송의 비화를 추가하고 드라마 전 9화를 재 편집 한 극장판 리믹스 버전. 도쿄에서는 2012년 11월 24일부터 시네 리브르 이케부쿠로에서 오사카에서는 2012년 12월 15일부터 극장 우메다에서 공개.

#### 주제가
- 오프닝 테마 삼대 J Soul Brothers「LET'S PARTY〉
- 엔딩 테마 GACKT〈백로-HAKURO-〉

## 평가
| 평가 |         |
| --- | ------- |
| 통합 점수 통합사 점수 메타크리틱 64/100 [ 3 ] 평론 점수 평론사 점수 에지 6/10 [ 4 ] EGM 6.33/10 [ 5 ] 유로게이머 7/10 [ 6 ] 패미츠 31/40 [ 7 ] 게임 인포머 6.5/10 [ 8 ] 게임스팟 7.5/10 [ 9 ] 게임스파이 [ 10 ] 게임존 6.7/10 [ 11 ] IGN 5.9/10 [ 12 ] OPM (US) [ 13 ] The Sydney Morning Herald [ 14 ] |         |
| 통합 점수 |         |
| 통합사 | 점수    |
| 메타크리틱 | 64/100  |
| 평론 점수 |         |
| 평론사 | 점수    |
| 에지 | 6/10    |
| EGM | 6.33/10 |
| 유로게이머 | 7/10    |
| 패미츠 | 31/40   |
| 게임 인포머 | 6.5/10  |
| 게임스팟 | 7.5/10  |
| 게임스파이 | [ 10 ]  |
| 게임존 | 6.7/10  |
| IGN | 5.9/10  |
| OPM (US) | [ 13 ]  |
| The Sydney Morning Herald | [ 14 ]  |